# Mastacembelidae
Las anguilas espinosas (Mastacembelidae) es una familia de peces del orden de los Synbranchiformes. Son peces externamente similares a la anguila, pero más cortos y aplanados lateramente. Son importantes en la gastronomía de algunos países del Asia Sudoriental. 
- Datos: Q2120950
- Multimedia: Mastacembelidae / Q2120950
- Especies: Mastacembelidae